# Storia (trattato)
La Storia è un trattato storico scritto da Giovanni VI Cantacuzeno - imperatore bizantino dal 1347 al 1354 - dopo il 1357 e terminato il 7 dicembre 1369. Raccolta in quattro libri, l'opera racconta le vicende dell'impero bizantino dal 1320 al 1356, con alcuni brevissimi accenni fino al 1362.

## Contenuti
Il libro celebra apertamente l'azione di Giovanni VI Cantacuzeno: i fatti non sono visti in modo neutrale, perciò vanno letti con cautela. Fortunatamente anche un altro storico, Niceforo Gregora, ha abbracciato il periodo storico affrontato dall'ex basileus, correggendo con la sua opera gli errori di Giovanni e ampliandone anche il periodo storico. La Storia di Giovanni possiede il merito di essere ben disposta e omogenea, mostrando gli incidenti raggruppati intorno al suo autore; ma le informazioni a volte sono difettose sulle questioni che non riguardano direttamente lo scrittore. Come tutte le cronache bizantine coeve, il testo è memorialistico, legato alla vita di corte, della quale il Cantacuzeno faceva parte dal 1328.
La Storia di Giovanni VI parla anche della grande epidemia di peste nera che dilagherà in tutto l'Impero bizantino tra il 1347 e il 1348, un evento che decimerà la popolazione, maggiormente urbanizzata rispetto ad altri Paesi, del già traballante ma popoloso Impero, particolare confermato pure da Niceforo Gregora. A Costantinopoli morirono gli otto noni degli abitanti.
La Storia di Giovanni VI Cantacuzeno sarà la prima opera bizantina tradotta nella Francia di Luigi XIV, pubblicata nel 1645, dove con Tillemont e Du Cange prese avvio l'opera di classificazione ed edizione delle fonti storiografiche bizantine, chiamato Corpus del Louvre, sotto il patrocinio di Colbert.